# 坎普古德溫 (亞利桑那州)
坎普古德溫（英語：Camp Goodwin）是位於美國亞利桑那州葛蘭姆縣的一個鬼鎮。由於此地已於1884年被荒廢，本地已無人居住。

## 地理
坎普古德溫的座標為33°05′20″N 110°03′29″W / 33.08889°N 110.05806°W，而該地的平均海拔高度為807米（即2648英尺）。